# مورا ريفيرا
مورا ريفيرا (بالإسبانية: Maura Rivera)‏ هي مقدمة تلفزيونية تشيلية، ولدت في 18 ديسمبر 1984 في سانتياغو في تشيلي.

## وصلات خارجية
- الموقع الرسمي